# 屈莱勒帕特里
屈莱勒帕特里（法語：Culey-le-Patry，法語發音：[kylɛ lə patʁi] ⓘ）是法国卡尔瓦多斯省的一个市镇，属于卡昂区。

## 地理
屈莱勒帕特里（48°57'4"N, 0°31'50"W）面积7.81 平方千米，位于法国诺曼底大区卡爾瓦多斯省，该省份为法国西北部沿海省份，北濒大西洋英吉利海峡，东北与滨海塞纳省以海上边界相接，东临厄尔省，南至奧恩省，西与芒什省接壤。
与屈莱勒帕特里接壤的市镇（或旧市镇、城区）包括：科维尔、圣朗贝尔、圣雷米、蒂里阿库尔勒奥姆。

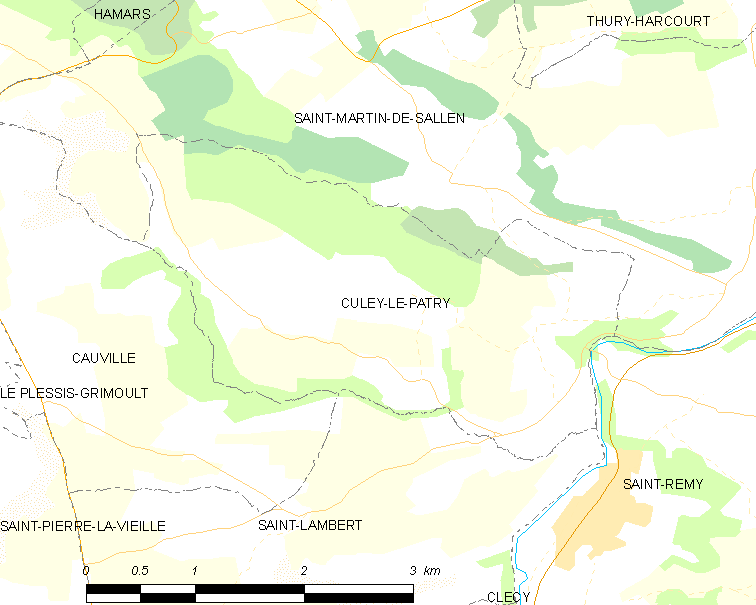
屈莱勒帕特里的OSM定位图

屈莱勒帕特里的时区为UTC+01:00、UTC+02:00（夏令时）。

## 行政
屈莱勒帕特里的邮政编码为14220，INSEE市镇编码为14211。

## 政治
屈莱勒帕特里所属的省级选区为勒奥姆县。

## 人口

1962-2008年间屈莱勒帕特里人口变化图示

屈莱勒帕特里于2022年1月1日时的人口数量为379人。